# Małgorzata Stroka
Małgorzata Stroka, née le 15 septembre 1980, est une escrimeuse polonaise, pratiquant l'épée.

## Palmarès

### Championnats d'Europe
- Médaille d'or par équipe en 2010 à Leipzig
- Médaille d'argent par équipe en 2009 à Plovdiv
- Médaille de bronze par équipe en 2004 à Copenhague

### Championnats de Pologne
- en 2005 et 2010:
  - 2  Championne de Pologne